# Johann Klefeker
Johann Klefeker, né à Hambourg en 1698 et mort en 1775, est un magistrat et bibliographe allemand.

## Biographie
Né à Hambourg, il étudie la jurisprudence à l'Université de Tubingen et devient diplomate de Hambourg en 1721 et syndic de Hambourg en 1725. 

## Œuvres
Il est l'auteur de :
- Le Fondement de la doctrine de la pierre philosophale ou la Table d'émeraude d'Hermès Trismégiste expliquée en allemand et vérifiée par l'expérience (par Pyrophilius, attribué à Klefeker), Hambourg, 1736[1].
- Bibliotheca eruditorum præcocium, 1717, qui est une nomenclature détaillée des érudits précoces ou enfants prodiges qui se sont fait un nom dans les lettres ;
- Curae geographicae, J. Busch, 1758 ;
- Collection des lois de Hambourg, 1765-1773, 12 volumes in-8° (continuée par Chr. Anderson, 1783-1801).